# Ololygon jureia
Espèce
Synonymes
- Hyla jureia Pombal & Gordo, 1991
- Scinax jureia (Pombal & Gordo, 1991)

Statut de conservation UICN

 DD  : Données insuffisantes
Ololygon jureia est une espèce d'amphibiens de la famille des Hylidae.

## Répartition
Cette espèce est endémique de l'État de São Paulo au Brésil. Elle se rencontre du niveau de la mer jusqu'à environ 500 m d'altitude dans la municipalité d'Iguape,.

## Description
Les mâles mesurent de 29,0 à 30,0 mm et les femelles de 32,3 à 33,6 mm.

## Étymologie
Son nom d'espèce lui a été donné en référence à son lieu de découverte, Juréia-Itatins.

## Publication originale
- Pombal & Gordo, 1991 : Duas novas espécies de Hyla da Floresta Atlântica no Estado de São Paulo (Amphibia, Anura). Memórias do Instituto Butantan, vol. 53, p. 135–144 (texte intégral).